# Štrbský štít
Štrbský štít je štít o nadmořské výšce 2381 m ve Vysokých Tatrách na Slovensku.

## Charakteristika
Štrbský štít je vrchol ležící v závěru Mlynické doliny ve Vysokých Tatrách. Štít je viditelný i z podhůří (z Tatranské Štrby a blízkého okolí) a má tvar pěkné pyramidy. Je to nejvýznamnější štít hřebene mezi Hrubým vrchem (v závěru hřebene Soliska), od kterého je oddělen Štrbským sedlem a Hlinskou vežou (v závěru hřebene Bašt) od které je oddělen Mlynským sedlem. Nejhezčí výhled na něj je od Vodopádu Skok, přes Pleso nad Skokom a zpod Capího plesa.

## Okolí štítu
Ze štítu je pěkný výhled do Mlynické doliny, na okolní hřebeny a štíty (Hrubý vrch, Satan, Štrbské Solisko, Kôprovský štít a jiné). Na sever od Štrbského štítu vede ve směru z východu na západ Hlinská dolina z Vyšného Kôprovského sedla do Kôprové doliny.

## Název štítu
Pojmenování štítu je odvozeno od obce Štrba, v jejímž katastrálním území štít do roku 1947 ležel. Pastýři z této obce v minulosti pásli svá stáda v Mlynické dolině, která se také nazývala Štrbská dolina.

## Přístup
Vrchol Štrbského štítu není pro turistickou veřejnost přístupný po značkovaných chodnících. Na vrchol štítu se chodí dvěma cestami: jedna vede podél Capího plesa z jihozápadního směru, druhá vedle Vyšného Kozího plesa z jihovýchodního směru.

## Prvovýstup
- Letní prvovýstup: Lajos Petrik s průvodci kolem roku 1895
- Zimní prvovýstup: E. Bauer, Alfred Martin a H. Schäfer 5. leden 1906

## Obrázky

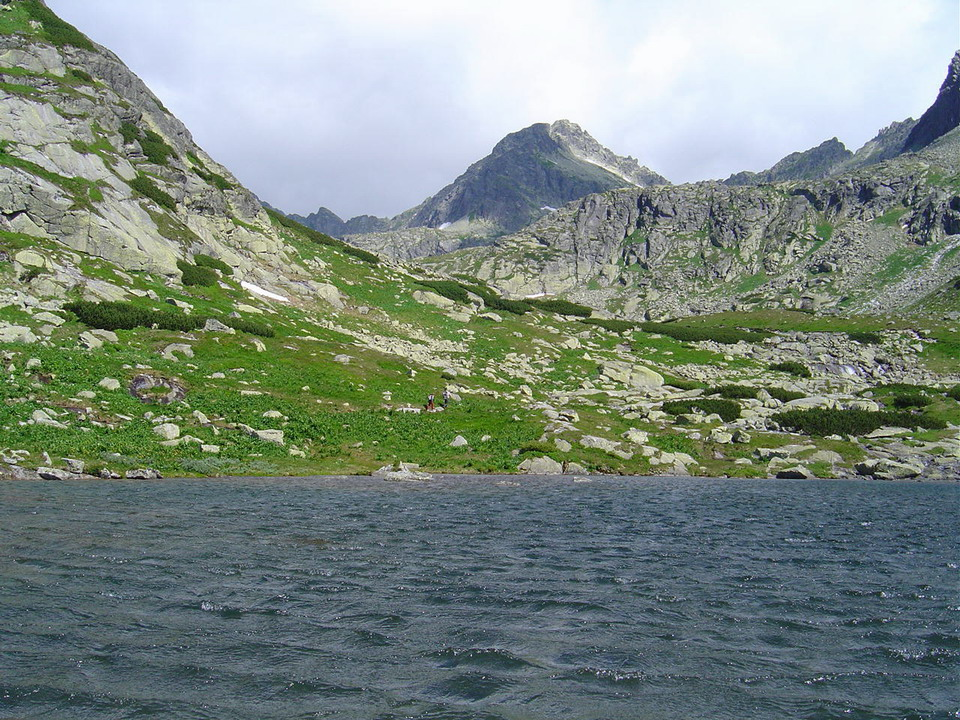
Štrbský štít nad Plesem nad Skokom
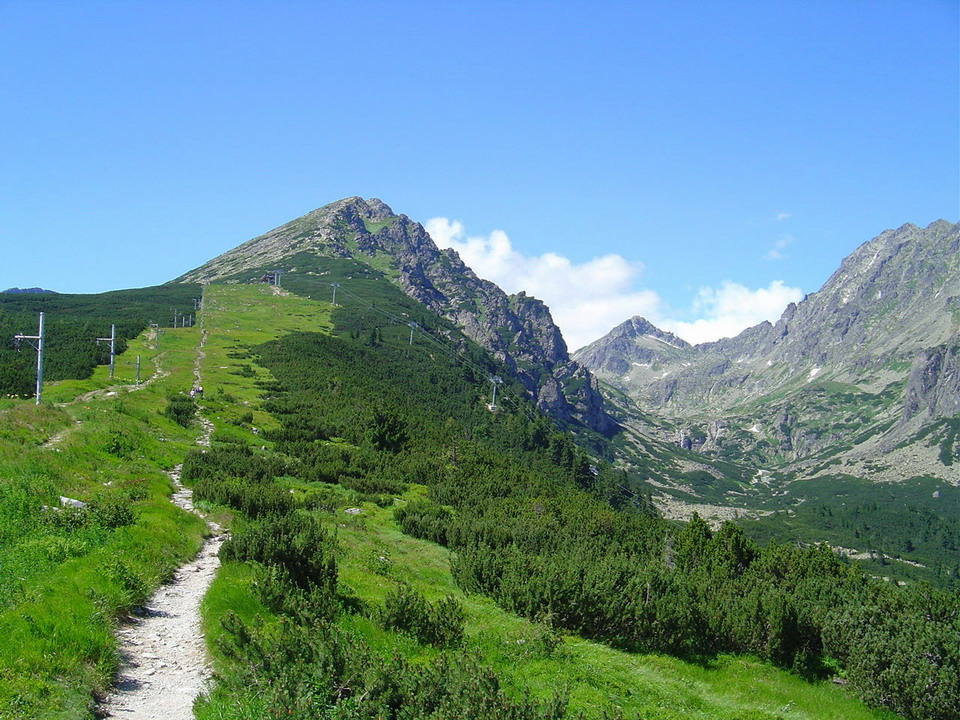
Štrbské Solisko (vlevo), Štrbský štít (v pozadí) a Mlynická dolina (vpravo)
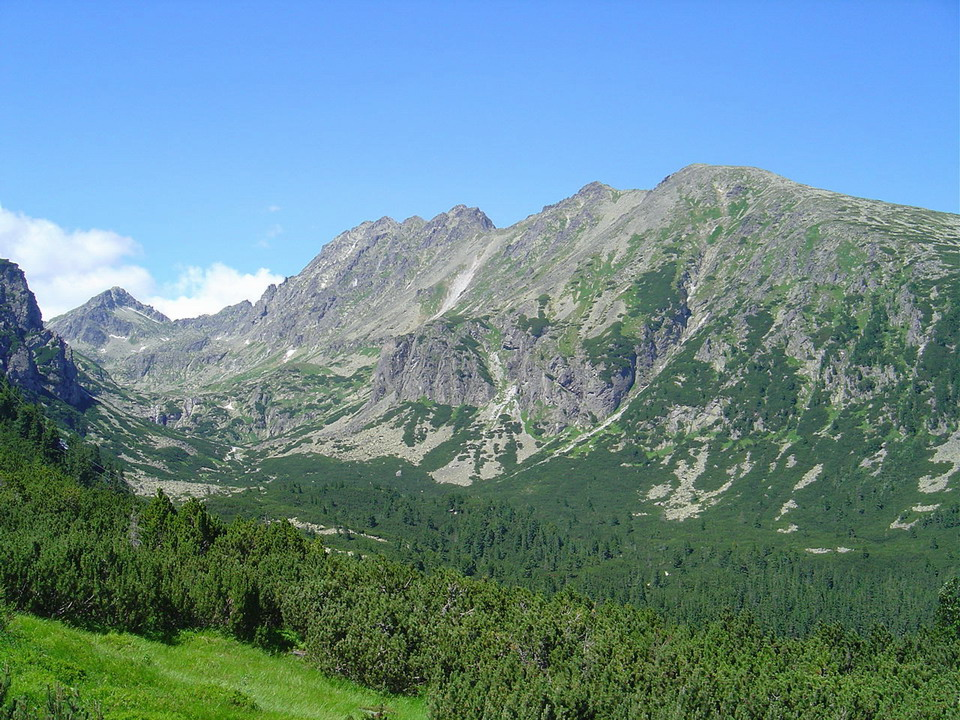
Štrbsky štít (vlevo), Mlynická dolina (v středu) a hřeben se štíty Satan, Predná Bašta, Malá Bašta a Patria
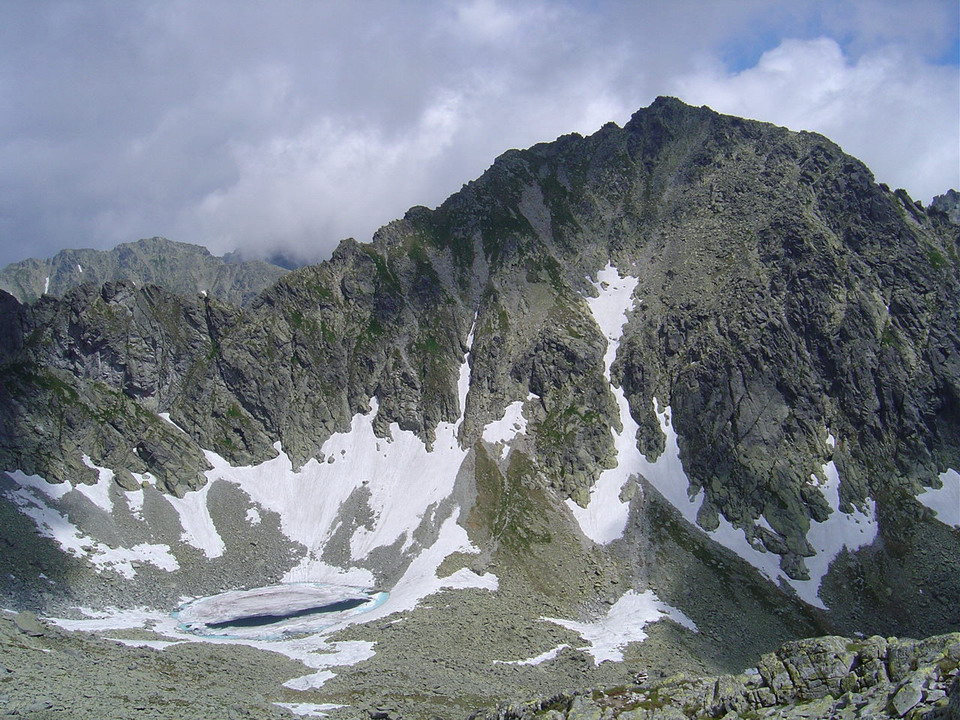
Štrbský štít nad Okrúhlým plesem z Bystrého sedla
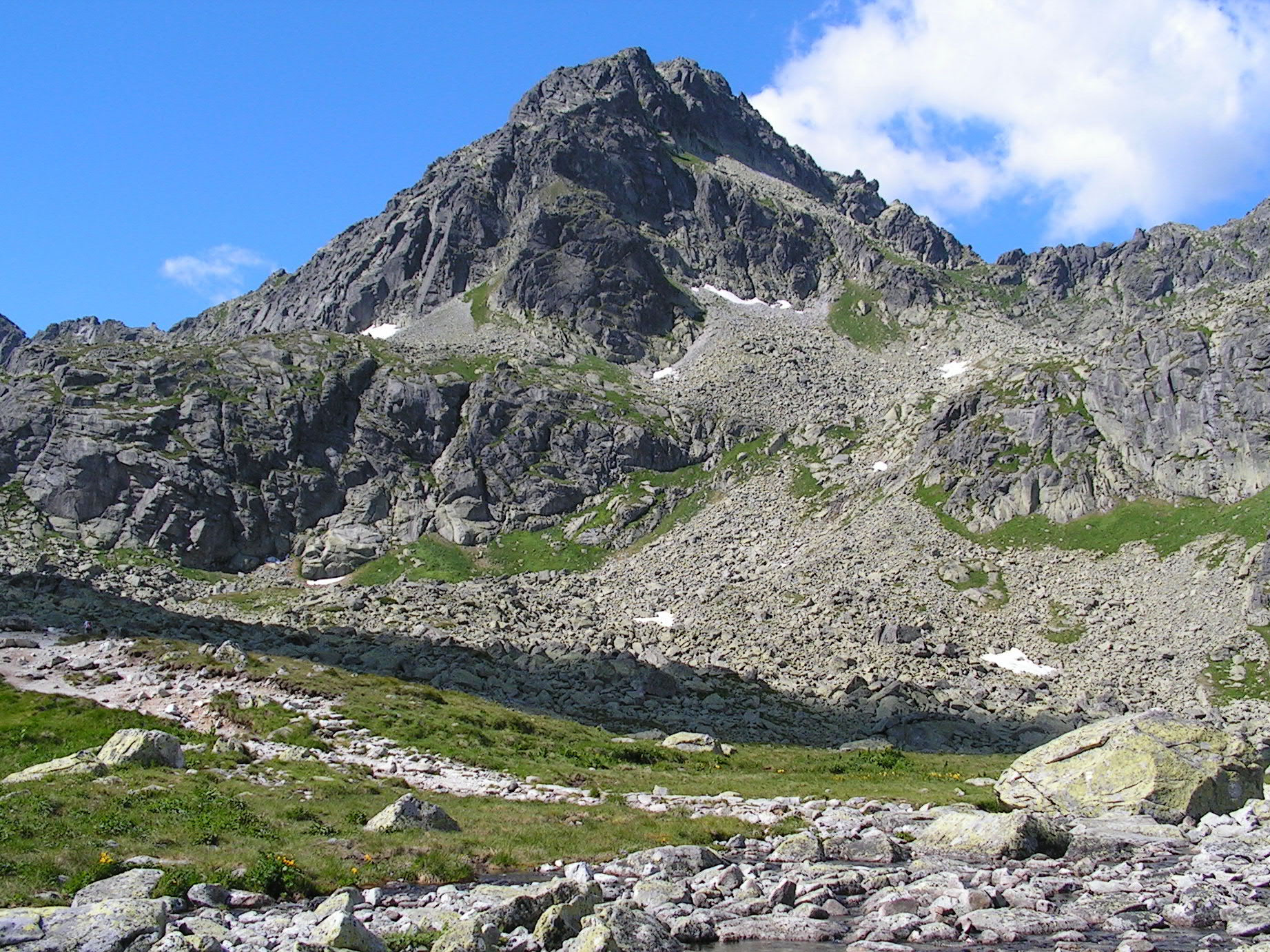
Štrbský štít v Mlynické dolině